# Bitva u Baesweiler
Bitva u Baesweiler se odehrála 22. srpna 1371 mezi vévody brabantského a vévody z Jülicha.

## Pozadí
Útoky na obchodní zájmy Brabantského vévodství na území vévody z Jülicha téměř způsobily válku v letech 1367 a 1369. Potom, co žoldnéři okradli řadu brabantských obchodníků na území Viléma II. vévody z Jülicha v roce 1371, Vilém odmítl zaplatit odškodnění Václavovi Lucemburskému, manželovi vládnoucí vévodkyně Johany Brabantské, aniž by sám žoldnéře potrestal, místo toho je ochránil a dokonce je zaměstnával. Václav začal připravovat své síly a pokusil se zaútočit na vévody z Jülicha. Vilém však požádal o pomoc svého bratra Edwarda, vévodu z Geldernu, mladšího syna Rainalda II. z Geldernu a jeho druhé ženy Eleanor Anglické, dcery Eduarda II.

## Bitva

Území Baesweiler nedaleko města Cáchy

Dne 20. srpna vedl Václav Lucemburský svou armádu z pohraničního města Maastrichtu směrem k nepřátelskému hlavnímu městu vévodství Jülich. Armáda postupovala pomalu a přitom pálila a rabovala vesnice. Večer 21. srpna se utábořila u města Baesweiler severně od města Cáchy. Dne 22. srpna byla Václavova armáda konfrontována s menší sílou vévody z Jülicha. Existují dvě verze průběhu bitvy. Jedna verze tvrdí, že armáda vévody z Jülichu napadla Václavovy vojáky brzy ráno, kdy armáda nebyla připravena. Druhá verze říká, že brabantské síly sváděly hrdinský boj, dokud na bojiště, možná ze zálohy, nedorazila posila vojsk vévody z Geldernu. Bitva skončila zajetím brabantského vévody Viléma I. markýze z Namuru a smrtí Edwarda, vévody z Geldernu. V bitvě padl i Guy I. hrabě z Ligny.

## Důvody brabantsko-flanderské války
Podle kronikáře Jeana Froissarta nebyla bitva u Baeswiler jen potyčkou mezi dvěma znesvářenými vévody, ale lze na tuto bitvu nahlížet jako na událost stoleté války. Za její příčinu se obvykle považuje okrádání brabantských kupců na obchodní cestě mezi Brabantem, Maastrichtem a Kolínem nad Rýnem. Toto území patřilo julišskému vévodovi. Jeho odmítnutí nastalou situaci řešit bylo arogantní. Situace ale byla složitější než jen pouhý obchodní spor. Od roku 1368 bylo jasné, že se mezi Francií a Anglií znovu rozhoří válka. Francie se začala připravovat na boj a Václav, přestože Johana vyhlásila neutralitu Brabantska, se chystal přidat na francouzskou stranu. Julišský vévoda a vévoda z Geldern patřili na anglickou stranu, mezi spojence, kteří se chystali napadnout Francii ze severu. K bitvě u Baesweileru došlo v době kdy Francie a Anglie sbíraly vojsko a chystaly se na válku. Podmínkou nástupnictví vlády Johany Brabantské a Václava Českého bylo finanční vyrovnání s mladší sestrou Johany Markétou, manželkou flanderského vévody Ludvíka z Male. Finanční odškodnění žádala také její sestra Marie, manželka geldernského vévody Renauda. Ludvík z Male se svou chotí se však nechtěli spokojit s finančním odškodněním. Požadovali odstoupení města a panství Mechelen, které dříve flanderským patřilo. V červnu 1356 Václav sice učinil kroky pro odstoupení panství, avšak Johana a brabantská města nesouhlasila. Následná flandersko-brabantská válka byla ukončena 4. června 1357 arbitráží henegavsko-holandského knížete Viléma a podepsáním míru v Athu. Brabantsko muselo Ludvíkovi a Marii postoupit kromě panství Mechelen také říšské markrabství Antverpy, jež Johana udělila v léno své sestře Markétě. Spor nedopadl pro Johanu dobře. Lucemburové výsledek využili pro posílení Václavovy pozice. Smlouvou z 19. února 1357 uzavřenou v Maastrichtu a potvrzenou stavy Johana předala moc Václavovi. V praxi to znamenalo, že od podepsání smlouvy Johana a Václav vládli společně. Dále si císař Karel IV. v této smlouvě vymínil, že pokud manželství zůstane bezdětné, což se zdálo být velmi pravděpodobné, Brabantsko připadne jako odumřelé říšské léno českému králi. Po prohře v bitvě u Baeswiler byl Václav zajat julišským vévodou a držen na hradě Nideggen deset měsíců ve dvorném vězení. Důsledky Václavovy prohry přinesly Lucemburkům finanční zátěž, ale jinak nebyly pro lucemburskou politiku v Říši nijak fatální. Václav se vzdal některých říšských lén, ale na druhou stranu pokračoval ve své teritoriální expanzi. Přestože Lucemburská strana v bitvě u Baeswileru prohrála, bitva v důsledku překazila anglické plány na napadení Francie.